# Pedicularis heterodonta
Espèce
Classification APG III (2009)
Pedicularis heterodonta est une espèce de plantes herbacées appartenant à la famille des Scrophulariaceae selon la classification classique de Cronquist (1981) ou à la famille des Orobanchaceae selon la classification phylogénétique.
On la rencontre par exemple dans les monts Tara, Kopaonik et Zlatar, dans l'ouest de la Serbie.